# Cameron (cráter)

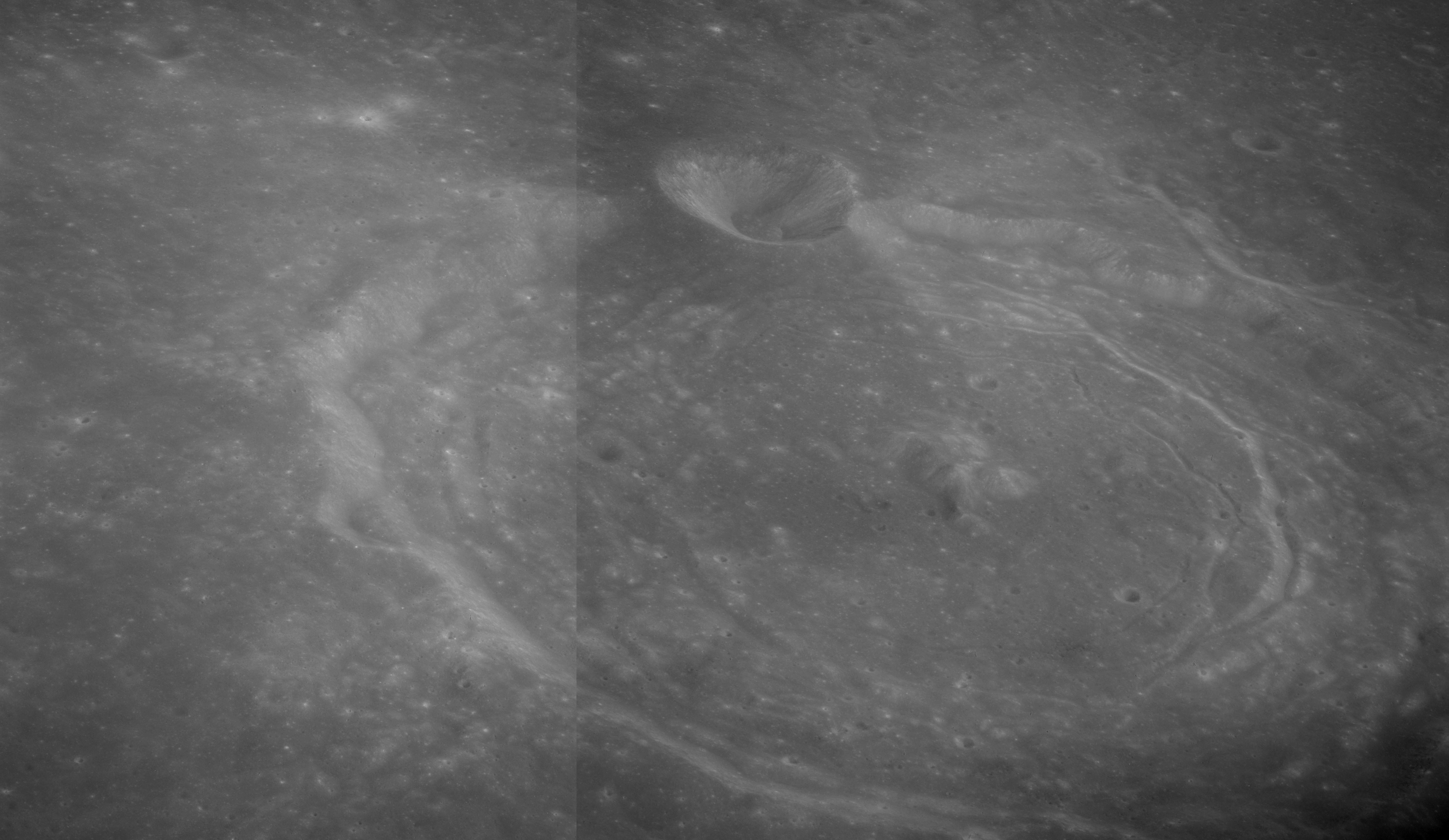
Fotografía de la misión Apolo 10

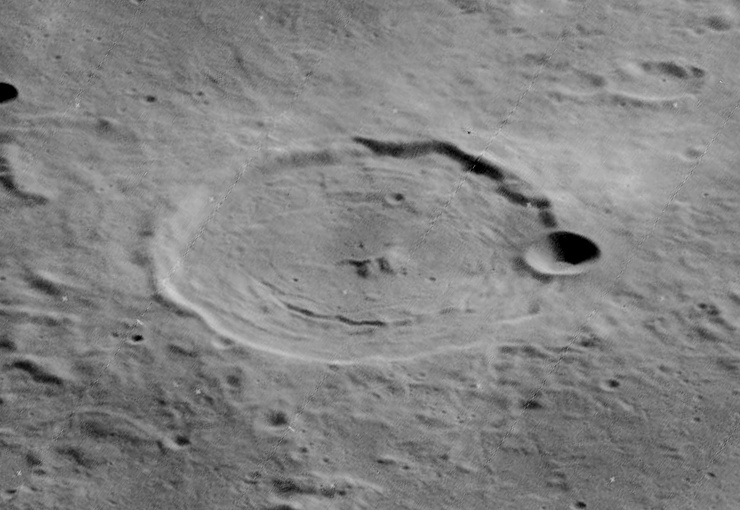
Fotografía de la misión Lunar Orbiter 4

Cameron es un pequeño cráter de impacto lunar que se encuentra superpuesto por el exterior al borde noroeste del cráter Taruntius. 

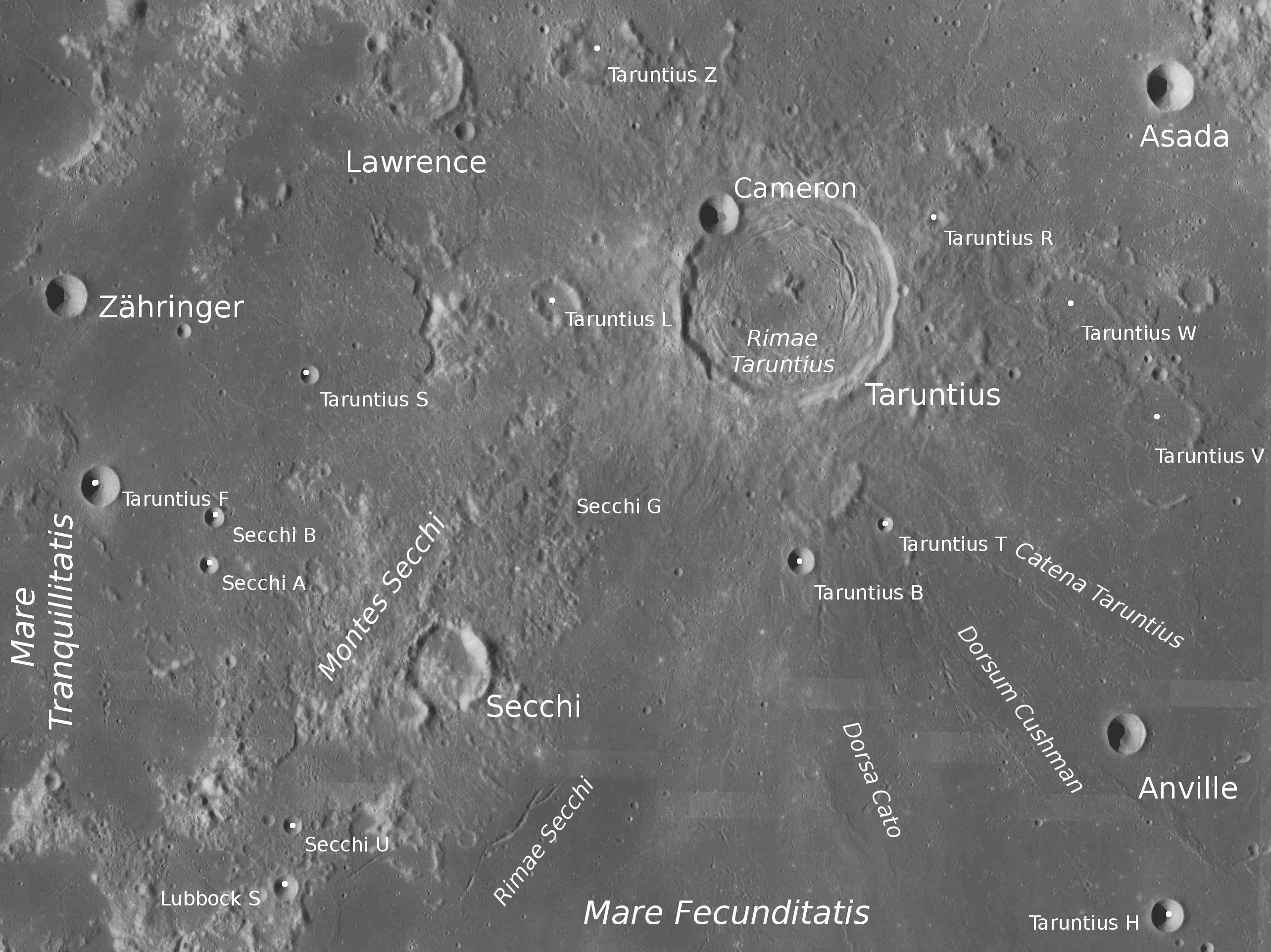
Localización de Cameron, en el sector nornoroeste de Taruntius

Esta formación es circular y con forma de copa, sin características distintivas particulares. Anteriormente fue  denominado como Taruntius C antes de ser renombrado por la UAI.